# 後藤航
後藤 航（ごとう こう、1996年4月12日 - ）は、神奈川県出身のサッカー選手。ポジションはフォワード（FW）。現在はアルゼンチンプリメーラBメトロポリターナ（3部）アルミランテブラウン（英語: Club Almirante Brown）に所属。

## 経歴
小学三年生時に横浜F・マリノスのセレクションを受け入団、その後15歳までマリノスでプレイする。高校は帝京第三高等学校に進学し、寮生活を経験した。卒業後に単身アルゼンチンへ。アルヘンティノス・ジュニアーズ（アルゼンチン4部）で10ヶ月間練習参加したものの惜しくも公式戦に出場できず、その後デポルティーボ・リエストラ（アルゼンチン4部）リエストラ（英語: Deportivo Riestra）に移籍。腰を損傷し怪我の治療と資金調達のために一時帰国。アルゼンチンコルドバ州の地域リーグのチームでプレーし、その後ラシン・クラブ・デ・マダリアーガ（アルゼンチン5部）（スペイン語: Liga Madariaguense de fútbol）へと移籍。マダリアーガで着々と活動を重ね、ゴール時には漫画『ドラゴンボール』に登場するフュージョンという技をゴールパフォーマンスとして披露したことが話題になる。やがてアルベルト・パパイアーニという人物の目に留まり、プロクラブのアルミランテ・ブラウン（アルゼンチン3部）（英語: Club Almirante Brown）入団テストを受けて合格。同クラブ初のプロ日本人選手として活動中。